# Fritz Müller (Gewerkschafter)
Fritz Müller (* 7. Januar 1919 in Salpkeim, Kreis Sensburg; † nach 1993) war ein deutscher Gewerkschafter. Zwischen 1962 und 1984 war er Vorsitzender des Zentralvorstandes der Gewerkschaft Land, Nahrungsgüter und Forst in der DDR. Darüber hinaus war er von 1963 bis 1981 Kandidat des Zentralkomitees der SED.

## Leben
Müller wurde kurz nach Beginn des Jahres 1919 im ostpreußischen Salpkeim (heute Salpik) (unweit von Rastenburg) als Sohn eines Landarbeiters, der SPD-Mitglied war, geboren. Nach dem Besuch der Volksschule war Müller von 1934 bis 1938 zunächst als Landarbeiter im heimatlichen Salpkeim tätig. Danach absolvierte er seine Pflichtzeit als Arbeitsmann beim RAD, bis er 1939 mit 20 Jahren zur Wehrmacht eingezogen wurde, in der er bis 1944, zuletzt als Unteroffizier, diente. Danach geriet er zunächst in polnische, später in sowjetische Kriegsgefangenschaft, aus der er aber bereits 1946 in die sowjetische Besatzungszone entlassen wurde.
Dort fand Müller zunächst wieder eine Anstellung als Landarbeiter. Danach fand er Arbeit beim Waggonbau Weimar, wo er zunächst zum Elektroschweißer umgeschult wurde und danach bis zum April 1947 in diesem Beruf arbeitete. Bereits 1946 war Müller in die SED eingetreten und die Partei delegierte ihn im April 1947 zu einer ersten kurzen Schulung an die Kreisparteischule Kranichfeld. Dort war er offensichtlich so aufgefallen, dass er eine Anstellung als Assistent bekam und bis zum Februar 1948 dort beschäftigt wurde. Danach folgte von April bis Juni 1948 noch ein Besuch der Landesparteischule. Anschließend betraute die SED Müller zunächst mit der Leitung der MAS-Landesschule Thüringen in Bad Frankenhausen, später mit der Führung der Gebietsleitung Thüringen der Vereinigung Volkseigener Güter in Erfurt. Als durch die Veränderung der Verwaltungsstrukturen in der DDR im Juli 1952 die Bezirke als neue Verwaltungseinheit entstanden, wurden dadurch auch 15 neue SED-Bezirksleitungen gebildet, die entsprechenden Personalbedarf hatten. Müller wurde daraufhin zum Sekretär für Landwirtschaft der SED-Bezirksleitung Erfurt berufen. In dieser Funktion blieb er bis zum Oktober 1962, unterbrochen wurde diese Tätigkeit durch ein Studium an der Parteihochschule „Karl Marx“, welches er von 1955 bis 1958 absolvierte und als Diplom-Gesellschaftswissenschaftler abschloss.
Nachdem im Oktober 1961 der Vorsitzende der Gewerkschaft Land und Forst, Karl Svihalek, wegen, so die offizielle Darstellung, parteischädigenden Verhaltens vom Vorsitz entbunden worden war, führte der bis dahin stellvertretende Gewerkschaftsvorsitzende Horst Meinhardt die Gewerkschaft zunächst kommissarisch, erwies sich aber offensichtlich aus Sicht des FDGB nicht als der richtige Mann. Auf der 11. Zentralvorstandsitzung der Gewerkschaft Land und Forst am 16./17. Oktober 1962 wurde daher der landwirtschaftserfahrene Müller als neuer Gewerkschaftsvorsitzender gewählt. Daraufhin wurde er auf der 15. Tagung des FDGB-Bundesvorstandes am 14./15. November als Mitglied in den FDGB-Bundesvorstand und dessen Präsidium kooptiert. Gleichzeitig wurde Müller mit der Leitung des nochmals ins Leben gerufenen Büros für Landwirtschaft beim Bundesvorstand des FDGB berufen. Zur Bildung des Büros kam es im Zusammenhang mit der Einführung des NÖSPL. Allerdings bestand das Büro in der Form nur bis Ende Februar 1963, also kaum dreieinhalb Monate. Durch diese Leitungsfunktion wurde Müller auch in das Sekretariat des FDGB-Bundesvorstandes berufen, blieb dort aber nur bis 1964. Anschließend gehörte er bis 1977 dem Präsidium des FDGB-Bundesvorstandes an. Bedingt durch seine nicht unbedeutende Gewerkschaftsfunktion wurde Müller auf dem VI. Parteitag 1963 als Kandidat des Zentralkomitees gewählt, diese Funktion wurde auf dem VII. (1967), VIII. (1971) und IX. Parteitag 1976 bestätigt. Auf dem X. Parteitag 1981 wurde Müller aus dem ZK verabschiedet. 1984 wurde Müller auf der 10. Tagung des Zentralvorstandes der Gewerkschaft Land, Nahrungsgüter und Forst, die am 26. April des Jahres stattfand, vom FDGB-Vorsitzenden Harry Tisch von seiner Gewerkschaftsfunktion verabschiedet, nachdem Müller gesundheitsbedingt darum gebeten und da er auch das Rentenalter erreicht hatte. Neuer Gewerkschaftsvorsitzender wurde Horst Zimmermann.

## Ehrungen
- 1965 Vaterländischer Verdienstorden in Bronze[3]
- 1969 Vaterländischer Verdienstorden in Silber[4]
- 1974 Banner der Arbeit I. Stufe[5]
- 1984 Vaterländischer Verdienstorden in Gold[6]
- 1989 Ehrenspange zum Vaterländischen Verdienstorden in Gold[7]